# Aage Haugland
Aage Grunnet Haugland (født 1. februar 1944 i København, død 23. december 2000 i Allerød) var en dansk operasanger (bas).

## Uddannelse
Haugland begyndte i Københavns Drengekor på Sankt Annæ Gymnasium. Han læste medicin efter sin studentereksamen i 1963, men fik samtidig sangundervisning hos Kristian Riis. Han blev elev på operaskolen i Oslo i 1967.

## Sangkarriere
Han fik et to-årigt engagement ved Operahuset i Oslo, og 1970-73 var han fastansat på operaen i Bremen med gæsteoptræden på Den Jyske Opera i 1972. Han optrådte flere gange på Det kongelige Teater fra 1973, men blev berømt på udenlandske scener som La Scala, The Metropolitan Opera, Covent Garden, Bayreuth og på operaerne i Salzburg, Paris og München. Hauglands sidste store gæstespil foregik i Geneve. Han optrådte som Kong Atlas i musicalen Atlantis på Østre Gasværk i 1994, og han blev i sine senere år populær som underviser, foredragsholder, konferencier og recitator.

### Udvalgte operaroller
- Rocco og Pizarro i Fidelio
- Daland i Den flyvende Hollænder
- Galitskij i Borodins Fyrst Igor
- Kongen i Peter Maxwell Davies' Eight Songs for a Mad King
- Michele i Puccinis Kappen
- Grandier i Djævlene fra Loudun
- Philip II i Don Carlos
- Titelrollen i Mussorgskijs Boris Godunov
- Baron Ochs i Rosenkavaleren, som Haugland er den, der har sunget flest gange på Metropolitan

## Film
Haugland spillede tæppehandler Ulmus i TV-serien Den otteøjede Skorpion fra 1979. Han medvirkede i to af Helle Ryslinges spillefilm: I Flamberede hjerter fra 1986 havde han som Mr. Woodroof et komisk samspil med Kirsten Lehfeldt, og i Sirup fra 1990 spillede han Goldbauer. Han spillede Harald Hårfager i julekalenderen Alletiders Jul og lagde stemme til to Disney-tegnefilm: som Mufasa i Løvernes Konge I-II fra 1994 og som Zeus i Herkules fra 1997.

## Hædersbevisninger
Aage Haugland blev udnævnt til kongelig kammersanger i 1985 og fik kommandørkorset af Dannebrog. Han fik Aksel Schiøtz-Prisen i 1981.
I 1988 blev han hædret som "årets person" af det dansk-amerikanske selskab i New York.
Han blev i 1999 kåret som æreskunstner i Østermarie af foreningen KulturBornholm. Ligesom foreningens andre æreskunstnere fik han en lokalitet i byen opkaldt efter sig. Det blev – efter hans eget valg – Aage Hauglands Gyde. Han kvitterede med en koncert i Østermarie Kirke og sluttede med at synge Jens Vejmand. Det blev ekstra rørende af at han på det tidspunkt var i terminalstadiet af den cancer, som han døde af. Han nåede dog at deltage i et af KulturBornholms humoristiske arrangementer, da han som medlem af "Udvalget til afprøvning af ekkoet i Ekkodalen" startede afprøvningen ved at råbe med sin basstemme "Hvem synger bedst i tåge?", og ekkoet svarede "Aage". KulturBornholm mindedes Aage Haugland ved den næste afprøvning af ekkoet i 2006. Han er begravet på Lillerød Kirkegård.